# Дино Долмагић
Дино Долмагић (Нова Варош, 26. фебруара 1994) српски је фудбалер.

## Каријера
Долмагић је рођен у Новој Вароши, где је почео да се бави фудбалом у локалној екипи Златара. После тога је био у млађим категоријама Земуна, где је започео и своју сениорску каријеру. Лета 2013. године потписао је за ужичку Слободу, а као члан те екипе дебитовао је у Суперлиги Србије за такмичарску 2013/14. У Ужицу се задржао три сезоне, све до лета 2016, када је напустио клуб. После тога је прешао у екипу Инђије, где се задржао годину дана. Кратко је наступао за исландски Брејдаблик, а затим потписао за ивањички Јавор. Ту је остао до средине 2020, када му је истекао уговор. Затим је као слободан играч потписао за ТСЦ из Бачке Тополе. У јуну 2022. се вратио се у Јавор.